# Karsten Kobs
Karsten Kobs (* 16. September 1971 in Dortmund) ist ein ehemaliger deutscher Hammerwerfer.

## Karriere
Bereits 1990 erreichte Karsten Kobs den vierten Platz bei den Juniorenweltmeisterschaften. 1996 nahm er als 25-Jähriger zum ersten Mal am Europacup der Leichtathletik teil und wurde überraschend Sieger. Im selben Jahr erwarf er sich den Titel des Deutschen Meisters, den er später durchgängig in den Jahren 1999 bis 2005 wieder erringen konnte.
Als Teilnehmer der Weltmeisterschaften 1993 in Stuttgart, 1995 in Göteborg und 1997 in Athen kam er über einen neunten Platz (1997) nicht hinaus. Doch nachdem er 1998 die Bronzemedaille bei den Europameisterschaften in Budapest gewonnen hatte, erzielte er am 26. Juni 1999 in Dortmund mit 82,78 m seine persönliche Rekordweite und avancierte bald darauf zum Weltmeister. Der Titelgewinn bei den Weltmeisterschaften in Sevilla mit 80,24 m war der Höhepunkt in der sportlichen Laufbahn von Karsten Kobs. Nach seinem Sieg badete er vor laufenden Kameras im Wassergraben des 3000-Meter-Hindernislaufs.
Ein dritter Platz beim Weltcup 2002, der Sieg beim Europacup 2003, sowie ein achter Platz bei den Olympischen Spielen in Athen rundeten seine Erfolge ab. Bei den Europameisterschaften 2006 in Göteborg belegte er den achten Platz.
2008 gab er nach seinem dritten Platz bei den Deutschen Meisterschaften in Nürnberg nach 20 Jahren Leistungssport das Ende seiner sportlichen Laufbahn bekannt.
Karsten Kobs hatte bei einer Größe von 1,96 m ein Wettkampfgewicht von 123 kg. Er begann seine Karriere beim OSC Thier Dortmund und startete ab 1988 für die LG Olympia Dortmund, einem Zusammenschluss von OSC Thier Dortmund und LAV coop Dortmund. Von 2000 bis 2004 trat Kobs für TSV Bayer Leverkusen an. 2006 startete er für Teutonia Lanstrop und im Jahr 2008 für den ASC 09 Dortmund.
Karsten Kobs ist der Sohn von Leichtathlet Reiner Kobs (1940–2011) und Enkel von Leichtathlet und Turner Rudolf Kobs (1893–1978).